# Gillette de Saint-François
Gillette de Saint-François (1600-1647) est une carmélite française, fondatrice du monastère du Saint-Sépulcre de Rennes, et figure mystique de la réforme de Touraine, dont la spiritualité prend son point de départ dans la dévotion à l'Enfant Jésus.

## Biographie

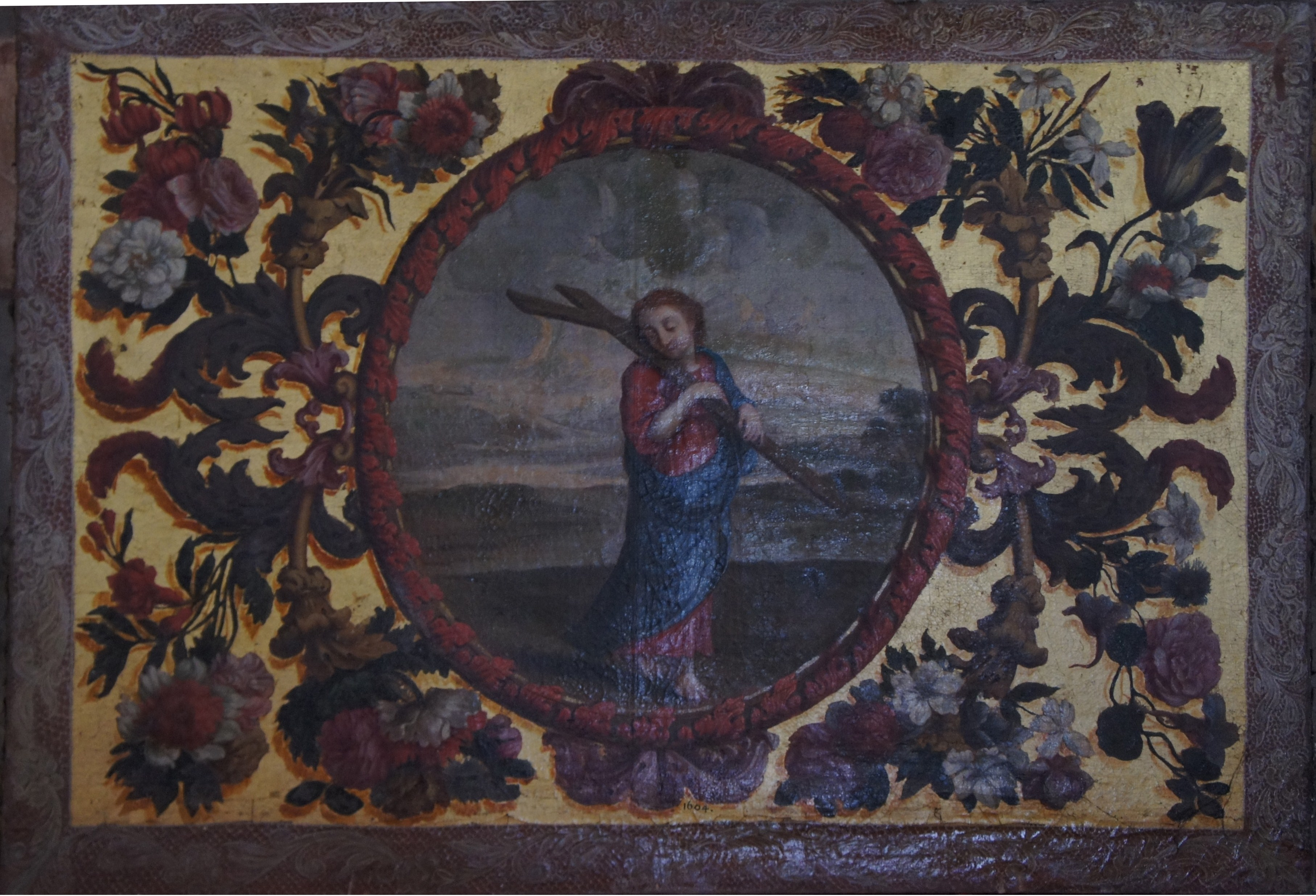
Kénose de l'Incarnation et de la Croix (Enfant Jésus, France, XVIIe).

Gillette de Saint-François (qui n'est connue que sous son nom de religieuse) est née le 22 janvier 1600, probablement dans le diocèse de Saint-Brieuc. Elle était la plus jeune des quatre enfants de Claude du Rufflay, sieur de la Cornilière, et de Gillette du Plumaugat. 
À partir de novembre 1615, suivant une inspiration mystique, elle entreprend de mener une vie austère et de pratiquer l'oraison. Déroutés par les grâces surnaturelles dont elle devient bénéficiaire, ses confesseurs habituels la confieront bientôt à un carme de Rennes, dont on ignore le nom. 
Le 12 mai 1617, à Vannes, elle entre au monastère des carmélites de Nazareth, où elle fera profession, le 2 juin 1619. Elle est ainsi admise dans une institution historique, puisque ce monastère, fondé en 1463 par Jean Soreth, Françoise d'Amboise et neuf carmélites liégeoises, constituait la première implantation de la branche féminine du Carmel en France. 
Cependant, le 13 avril 1622, elle fait partie d'un groupe de sept religieuses qui laissent la communauté de Vannes pour se rendre à Rennes, où elles doivent fonder le monastère du Saint-Sépulcre, sous la conduite de Philippe Thibault, le carme à l'origine de la réforme de Touraine. En 1638, elle fait la connaissance de Hugues de Saint-François, à l'occasion d'une rencontre entre celui-ci et les carmélites de Ploërmel et de Redon. Le 16 janvier 1647, elle décède à Rennes, dans la communauté du Saint-Sépulcre.

## Spiritualité

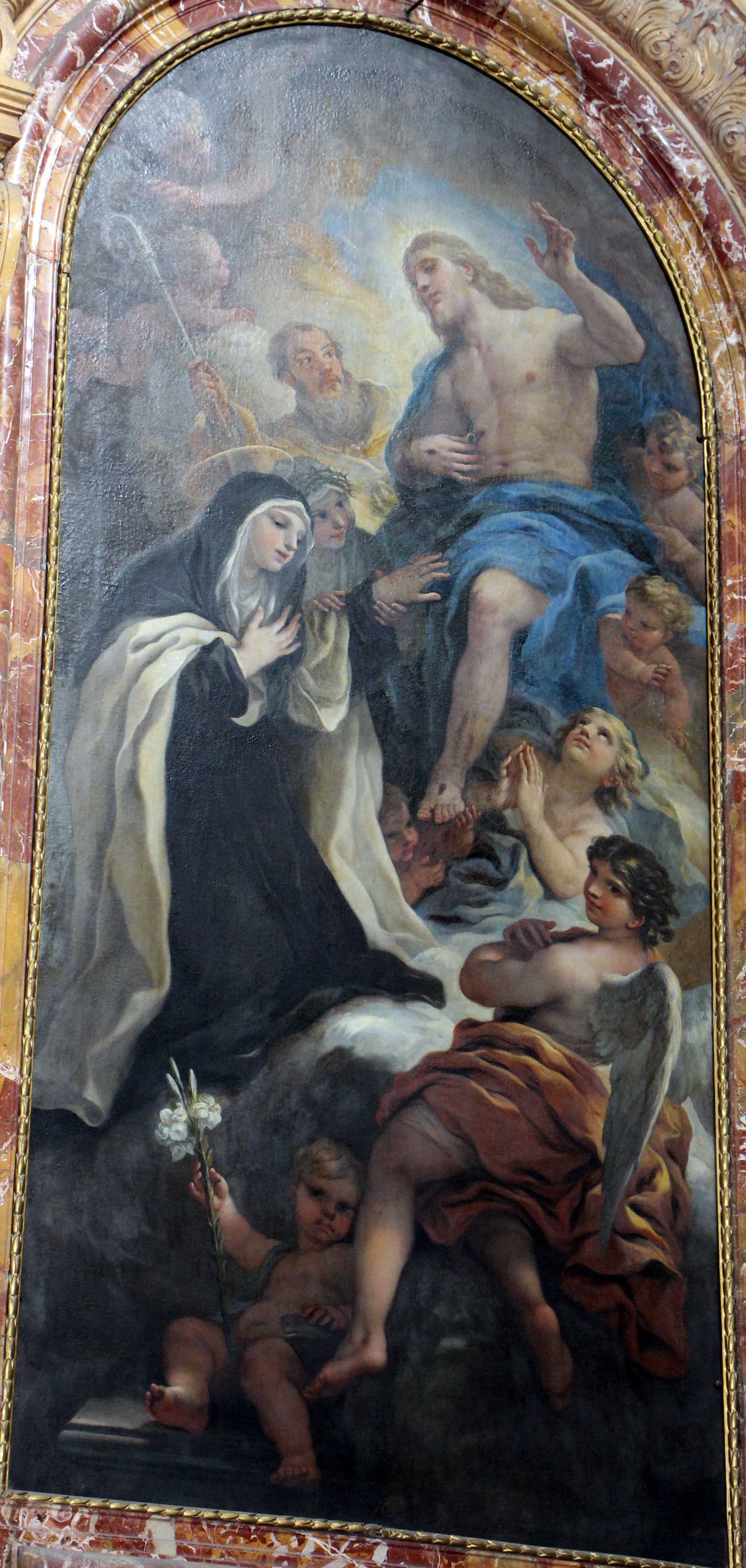
Une spiritualité christocentrique (Marie-Madeleine de Pazzi, par Luca Giordano).

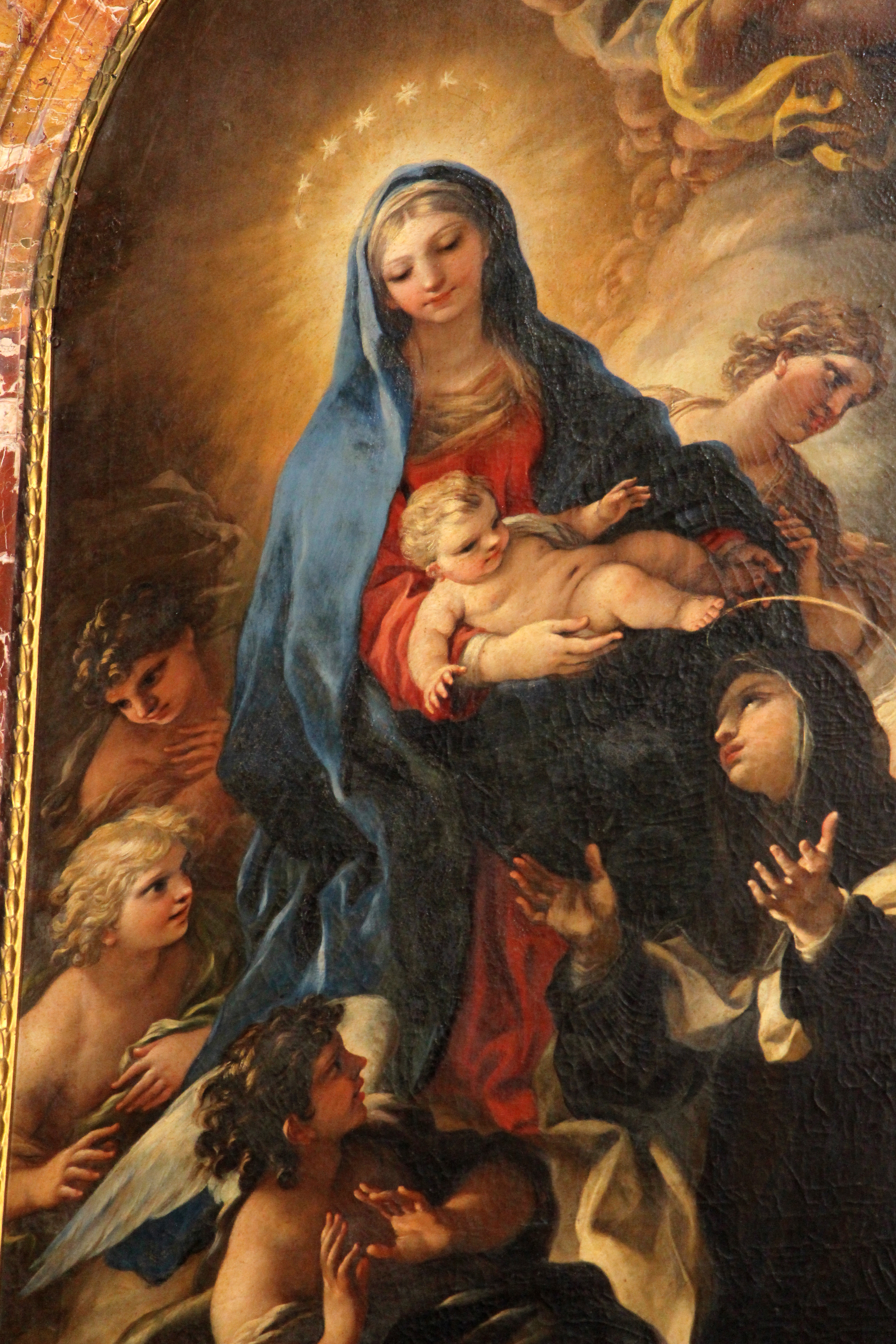
L'Enfant Jésus, la Vierge et la carmélite (Marie-Madeleine de Pazzi, par Luca Giordano).

### Une tradition carmélitaine
Bien avant Thérèse de Lisieux, la dévotion à l'Enfant Jésus fait partie des traditions du Carmel, lequel privilégie, en effet, l'humilité et la simplicité. D'ailleurs, au XVIIe siècle, cette dévotion n'incitait pas à l'attendrissement puéril, mais au renoncement viril, chez les chaussés comme chez les déchaux. C'est ainsi qu'autour de l'image de Jésus Enfant, une contemporaine de Gillette, Marguerite du Saint-Sacrement, va développer, chez les carmélites déchaussées de Beaune, une mystique de l'abaissement, inspirée, via Bérulle, de la théologie négative du Pseudo-Denys. Mais, alors que la religieuse bourguignonne associera plutôt, dans la figure dialectique du petit Roi de gloire, christocentrisme et monarchisme patriotique, la carmélite de Rennes va retracer, à partir de la Divine Enfance, un itinéraire de la grâce baptismale, qui la conduira du mystère de la Trinité à celui de l'Église. 

### Une mystique réformée
Dès l'adolescence, Gillette a éprouvé le désir d'adorer les grandeurs de Dieu. Ce sont toutefois les carmes de la réforme de Touraine, confesseurs du monastère de Rennes, qui vont lui permettre de passer de l'intuition spirituelle à l'élaboration théologique. Avec Jean de Saint-Samson, qui la considère comme sa fille spirituelle, elle découvre une vie orientée par la stricte observance sur la contemplation, celle-ci étant conçue comme une élévation intérieure, sous la conduite du Christ, où s'opèrent anéantissement de soi et aspiration vers Dieu. Dans cette perspective, la carmélite considérera la vie terrestre comme un noviciat dont l'Enfant Jésus est le maître et par lequel il la prépare à la consécration définitive dans le Ciel. S'esquisse également ici une mystique affective, dont les caractéristiques (union à la Divine Enfance, contemplation de la Trinité, intérêt pour l'Église) empruntent à l'expérience de sainte Marie-Madeleine de Pazzi, dont le carme Léon de Saint-Jean s'employait, à l'époque, à diffuser les œuvres en France.

### Un itinéraire baptismal
Sur base de son union au Christ et d'une relation d'intimité avec l'Esprit-Saint, Gillette s'est sentie élevée par eux jusqu'à la majesté du Père, pour y être adoptée de manière toute spéciale. Cette grâce de l'adoption, qui n'est pas différente de celle du baptême, Gillette l'éprouve avec intensité, à la fois comme une nouvelle naissance, avec pureté et innocence, et comme une invitation à prendre pour modèle le Verbe dans son Incarnation. Ainsi, lorsque, dans sa cellule, la religieuse reconnaît ses manquements devant une image de l'Enfant Jésus, elle a conscience d'être associée au Christ, non seulement dans ses états humbles, mais encore dans le sein de son Père, et aussi dans le sein de sa Mère. De fait, ce mystère de l'incorporation divine, loin de la faire se replier sur elle-même, la conduit à s'estimer unie à toutes les créatures qui ont besoin d'assistance, quel que soit leur état de perfection. La référence mariale renvoie donc ultimement à la communauté (avec ses hauts et ses bas) où se manifeste le Christ vivant, comme l'indique la prière favorite de Gillette : Mon Dieu, je vous offre votre Église.

## Postérité
Plus marquée par l'empathie que par le triomphalisme, l'ecclésiologie de Gillette n'a pas toujours été bien comprise à son époque. En tout cas, les supérieures et les compagnes de la religieuse n'ont pas apprécié l'ouvrage que celle-ci avait composé sur le sujet, et qui était intitulé Traité de l'état et union de l'Église. Cet exposé théologique est malheureusement disparu, ainsi que tous les autres manuscrits de la carmélite; à savoir : De la divine Providence, Des mystères de la Très Sainte Trinité et de l'Incarnation, De la solitude du Carmel et Des louanges de la Sainte Vierge. Cependant, dès le XVIIe siècle, des écrivains de la réforme de Touraine se sont intéressés au témoignage laissé par Gillette et l'ont consigné dans leurs œuvres, particulièrement Daniel de la Vierge-Marie dans la Vinea Carmeli (1662) et le Speculum carmelitanum (1680), et Jacques de la Passion, dans une compilation hagiographique publiée à Liège en 1682.